# Attila Gruber
Attila László Gruber (ur. 6 listopada 1958 w Budapeszcie) – węgierski polityk, prawnik i samorządowiec, poseł do Zgromadzenia Narodowego, eurodeputowany V kadencji.

## Życiorys
W 1985 ukończył studia prawnicze na Uniwersytecie Janusa Pannoniusa w Peczu. Pracował w zawodzie prawnika m.in. w administracji lokalnej, w 2002 założył własną kancelarię prawniczą. Zaangażował się w działalność polityczną w ramach Fideszu. Od 1995 do 2006 był członkiem rady miejskiej w Siófoku.
W 2002 po raz pierwszy uzyskał mandat posła do Zgromadzenia Narodowego. Z powodzeniem ubiegał się o reelekcję w wyborach w 2006 i 2010, wykonując go do 2014. Od 2003 był obserwatorem w Parlamencie Europejskim V kadencji, a od maja do lipca 2004 pełnił funkcję europosła. Reprezentował również krajowy parlament w Zgromadzeniu Parlamentarnym Rady Europy.